# Гідроапарат
Гідроапарат (пневмоапарат) (рос. гидроаппарат (пневмоаппарат); англ. valve; нім. Ventil n) — гідроустаткування (пневмоустаткування), призначене для керування потоком робочого середовища. Під керуванням потоком робочого середовища розуміють змінювання чи підтримування заданих значень тиску чи витрати робочого середовища, або змінювання напрямку, пуск і зупинення потоку робочого середовища. Як збірна назва гідроапаратів (пневмоапаратів) використовується термін "гідроапаратура (пневмоапаратура)".

## Класифікація
1. Гідроапаратура розподілу потоків рідини: 
- гідравлічні розподільники;
- зворотні клапани та гідрозамки.

2. Гідроапаратура керування величиною потоку рідини:
- дроселі;
- регулятори витрати;
- синхронізатори витрат.

3. Гідроапаратура керування тиском:
- запобіжні клапани прямої та непрямої дії;
- переливні клапани прямої і непрямої дії;
- редукційні і напірні клапани, клапани співвідношення тисків;
- розвантажувальний гідроклапан;
- гідроклапани послідовності;
- гідроклапани витримки часу.

4. Допоміжна гідроапаратура:
- засоби кондиціювання рідини;
- гідробаки для гідроприводів;
- теплообмінники;
- гідроакумулятори та ін.

Син.: пристрій керування.